# Волшвил (Илиноис)
Волшвил (енгл. Walshville) град је у америчкој савезној држави Илиноис.

## Демографија
По попису из 2010. године број становника је 64, што је 25 (-28,1%) становника мање него 2000. године.
| Група             | 2000.       | 2010.      |
| Белци             | 89 (100,0%) | 58 (90,6%) |
| Афроамериканци    | 0 (0,0%)    | 6 (9,4%)   |
| Азијати           | 0 (0,0%)    | 0 (0,0%)   |
| Хиспаноамериканци | 0 (0,0%)    | 0 (0,0%)   |
| Укупно            | 89          | 64         |